# Whig
Die Whigs waren von den 1680er bis in die 1850er Jahre eine der beiden Parteien des britischen Parlamentarismus. Ihre Gegner waren die konservativen Tories. 1859 schlossen sich die Whigs mit gemäßigten Tories zur Liberal Party zusammen.

## Geschichte
Bereits in der zweiten Hälfte des 17. Jahrhunderts konnte im englischen Parlament die Bildung parlamentarischer Gruppierungen beobachtet werden, die jedoch noch nicht den Charakter von Parteien hatten. Bis zur Glorious Revolution verfestigen sich die Strukturen aber zusehends: Die Whigs waren strikte Gegner Jakobs II. und folgerichtig maßgeblich an der Einleitung der Glorious Revolution und der Absetzung Jakobs beteiligt, die allerdings auch führende Tories mit betrieben.
Die Bezeichnung Whig wurde ursprünglich beleidigend von den politischen Gegnern gebraucht und bedeutet ‚Viehtreiber‘ (Whiggamore). Erstmals wurde der Begriff für eine Parlamentsgruppe während der Krise um den Popish Plot und die Exclusion Bill in den Jahren 1679–1681 verwendet. Diese versuchte erfolglos, mit einer großen antikatholischen Verschwörungstheorie Jakob, Herzog von York, den Bruder des Königs, von der Thronfolge auszuschließen. Der offizielle Name der Whigs war anfangs Country Party (Landpartei), als Gegensatz zu den Tories, der Court Party (Hofpartei).
Mit dem Regierungsantritt des ersten Hannoveraners auf dem britischen Thron, Georg I., im Jahr 1714 begann eine fünfzig Jahre dauernde Periode der Regierungsverantwortung der Whigs, in der die Tories auf dem politischen Parkett fast keine Rolle mehr spielten. Unter Georg III. änderte sich dies, da der König hoffte, seine Macht vergrößern zu können, wenn er sich der Whigs entledigte.
Während der Regierungszeit Georgs III. hatten die radikalen Whigs (Commonwealthmen), deren Vordenker vor allem John Milton und John Locke waren, in England nur eine kleine Anhängerschaft. Dagegen waren ihre Anschauungen in den nordamerikanischen Kolonien außerordentlich populär. Die Siedler sahen sich durch sie ermutigt, sich vom Mutterland, von dem sie sich „versklavt“ fühlten, zu trennen und für unabhängig zu erklären.
William Pitt der Jüngere leitete eine dreißigjährige Dominanz der Regierung durch die Tories ein, bis die Whigs mit Earl Grey 1830 wieder den Premierminister stellten. Es entwickelte sich aus einer breiten Allianz von aristokratischen Grundbesitzern eine einheitlichere Gruppe unter der Führung von Charles James Fox, deren einigender Faktor die Opposition zu William Pitt dem Jüngeren war.
Generell stand die Partei für politischen und wirtschaftlichen Liberalismus, vor allem für den Freihandel, ein starkes Parlament mit Widerstandsrecht im Sinne des Aufklärers John Locke, die Abschaffung der Sklaverei und religiöse Toleranz gegenüber den Dissenters (protestantischen Denominationen, die das episkopale System der Church of England ablehnten). Ihre Anhängerschaft bestand vor allem aus dem liberalen Bürgertum. 1832 setzte die liberale Regierung von Earl Grey die erste Parlamentsreform durch, die eine Ausweitung des Wahlrechts auf breitere Schichten der Bevölkerung und eine Neueinteilung der Wahlkreise anhand der Bevölkerungszahl vorsah; im Jahr darauf wurde die Sklaverei im gesamten Britischen Empire abgeschafft. Die Anhänger der Whigs fanden sich vornehmlich in fortschrittlichen und handelsorientierten Schichten des aufstrebenden Bürgertums. Die Führungsspitze traf sich informell insbesondere im Brooks’s Club und später im Reform Club.
Aus dem Zusammenschluss der Whigs und gemäßigten Tories entstand am 6. Juni 1859 die Liberal Party, die bis in die 1920er Jahre die zweite Säule des britischen Zweiparteiensystems bildete und danach in dieser Position von der sozialdemokratischen Labour Party abgelöst wurde. Die Nachfolgeorganisation der Liberal Party (seit 1988), die linksliberalen Liberal Democrats, waren von 2010 bis 2015 als drittstärkste Fraktion im britischen Parlament vertreten und Koalitionspartner der Tories unter David Cameron.

## Bekannte Whigs
- Lord Melbourne
- George Byng (Politiker, 1764)
- Charles James Fox
- Edmund Burke
- William Congreve
- Henry de Labouchère, Lord Taunton
- William Pitt, 1. Earl of Chatham
- Charles Seymour
- John Vanbrugh
- Robert Walpole sen. (1676–1745)
- John Locke
- Charles Grey, 2. Earl Grey

## Belletristik
Im Barock-Zyklus von Neal Stephenson wird die Epoche von 1655 bis 1714 mit ihren politischen, gesellschaftlichen, wirtschaftlichen, kulturellen, wissenschaftlichen und technischen Umwälzungen dargestellt. Beginnend mit dem zweiten, jedoch insbesondere im dritten Band spielt sich die Handlung zunehmend vor dem Hintergrund der politischen Strömungen der Whigs und Tories in London ab.